# Power control
De term power control wijst op de techniek in de mobiele telefonie waarbij er niet méér vermogen wordt uitgezonden dan nodig om een verbinding met een bepaalde kwaliteit in stand te houden. Power control wordt gebruikt om de batterij van een mobiel apparaat te sparen, en om maximaal hergebruik van het frequentiespectrum mogelijk te maken. Verder wordt co-channel interferentie tot een minimum herleid bij een zo laag mogelijk vermogen. Power control wordt zowel in uplink (mobiel station → base transceiver station (BTS)) als in downlink (base transceiver station (BTS) → mobiel station) modus toegepast.
Er zijn drie netwerkentiteiten actief binnen power control:
- mobiel station (MS), zijnde het GSM-apparaat dat wordt gedragen door de subscriber.
- base transceiver station (BTS), zijnde de zendmast die via radio links de communicatie voorziet tussen het mobiel station en de rest van het netwerk.
- base station controller (BSC), zijnde het apparaat dat de BTS voorziet van controlerende functies zoals onder andere handoff, call setup, power control en dergelijke meer.[1][2]

## Power classes
| Klasse | GSM 900         | GSM 1800        | GSM 1900        |
| ------ | --------------- | --------------- | --------------- |
| 1      | -               | 30 dBm / 1 W    | 30 dBm / 1 W    |
| 2      | 39 dBm / 8 W    | 24 dBm / 250 mW | 24 dBm / 250 mW |
| 3      | 37 dBm / 5 W    | 36 dBm / 4 W    | 33 dBm / 2 W    |
| 4      | 33 dBm / 2 W    | -               | -               |
| 5      | 29 dBm / 800 mW | -               | -               |
| 6      | -               | -               | -               |
| 7      | -               | -               | -               |
| 8      | -               | -               | -               |

Via power control kan men mobiele toestellen in verschillende groepen of klassen onderverdelen. Niet alle mobiele telefoons hebben namelijk dezelfde maximale vermogens-output. Om ervoor te zorgen dat de BTS weet tegen welk maximaal vermogen naar een mobiele telefoon kan worden uitgezonden, wordt aan elke MS een power class-nummer toegewezen. Er worden vijf klassen van mobiel stations gedefinieerd, afhankelijk van hun peak transmitting-vermogen. In de volledige specificatie van power control worden er acht klassen gebruikt, maar er zijn er slechts vijf toepasbaar binnen de mobiele telefonie. Binnen GSM 900 worden ze vastgelegd op 8, 5, 2 en 0,8 watt. Vroeger bestond de eerste klasse uit een vermogen van 20 watt, maar deze is intussen weggevallen. De power classes worden onderverdeeld in power levels die zelf telkens in stappen van 2 dB kunnen worden verhoogd tot het peak-vermogen van die klasse of verlaagd tot een minimum van 13 dBm of 20 mW. In nevenstaande tabel wordt telkens de maximale power output per power class, per frequentieband weergegeven. Elke klasse wijst de BTS op het maximale vermogen tegen welke deze laatste mag uitzenden. Hierdoor wordt een goede signaalruisverhouding in stand gehouden, en wordt tegelijkertijd de levensduur van de batterij optimaal beheerd.

## Werking
In uplink-modus wordt de kwaliteit en de kracht van de signalen, afkomstig van het mobiel station, op regelmatige intervallen door de base transceiver station (BTS) gemeten, en dit op basis van bit error ratio. Deze informatie wordt verder doorgestuurd naar de base station controller, die uiteindelijk zal bepalen of de power level moet worden aangepast. De analyse van de BSC bestaat uit averaging van de gemeten waarden en vervolgens de vergelijking met verschillende referentie-waarden. Vanuit deze vergelijkingen wordt dan berekend hoeveel het vermogen precies moet worden verhoogd of verlaagd. Dit wordt uitgevoerd door een power control-commando dat vanuit de BSC via de BTS naar het mobiel station wordt verstuurd. Na een welbepaald interval past de MS haar vermogen ook effectief aan naargelang het verzoek tegen een maximale snelheid van 2 dB voor elke 60 ms. Een transmitter-aanpassing van 30 dB zou dus omgerekend 900 ms in beslag nemen.
In downlink-modus wordt power control op een gelijkaardige manier uitgevoerd. Het mobiel station meet het downlinksignaal, waarna de resultaten worden doorgestuurd naar de BSC. Deze zal wederom gaan analyseren of het al dan niet nodig is om het transmissievermogen van de BTS aan te passen. Wanneer een wijziging nodig is wordt een power control-commando naar de BTS gestuurd.

## Doel

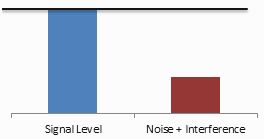

Er is een optimale signaal-ruis-verhouding (S/N) afgebeeld. Het vermogen van het signaal is hoog genoeg voor een degelijke kwaliteit, en de gegenereerde ruis en interferentie is tot een minimum herleid. Het is dit resultaat dat we proberen te bereiken via power control. Wanneer dit niet optimaal wordt uitgevoerd kunnen we volgende problemen bekomen:

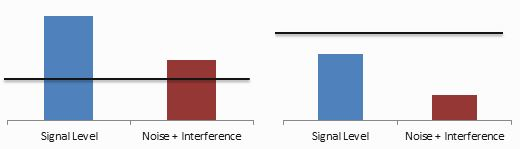

Op het linkse diagram zien we dat het vermogen onnodig hoog wordt gehouden, met als resultaat dat er ruis en interferentie gaat optreden, waardoor het signaal te sterk zal worden verstoord. Power control moet er in dat geval voor zorgen dat het gebruikte vermogen afneemt. Op het tweede diagram zien we dat de signaalkwaliteit veel te laag ligt in vergelijking met de referentie-waarde. In dit geval moet via power control het vermogen snel worden opgedreven. Het is dus duidelijk dat power control erg zorgvuldig moet worden behandeld, aangezien het zou kunnen leiden tot instabiliteit.

## Parameters
Het transmissievermogen van een mobiel station is slechts binnen een bepaald bereik toegelaten. Twee parameters leggen de minimum- en maximumwaarde vast. Deze waarden zijn afhankelijk van het systeem in kwestie zoals hierboven afgebeeld.
Ook de transmissievermogens van de BTS worden vastgelegd binnen de overeenkomstige parameters. Het bereik loopt van −30 tot 0 dB met betrekking tot het maximale vermogen. Vermits power control van de BTS optioneel is wordt een tweede parameter gebruikt die deze functie al dan niet activeert. Deze parameter heeft twee toestanden: YES/NO.
Verder wordt ook een parameter gedefinieerd die het minimum interval vastlegt tussen opeenvolgende vermogens-aanpassingen. Deze waarde kan liggen tussen 0 en 30 seconden.
De aanpassingen aan het vermogen van het mobiel station gebeuren in stappen van 2 dB. In geval van de BTS worden parameters vastgelegd die deze stappen bepalen. Bij een toename van het vermogen zijn de mogelijke stappen 2, 4 of 6 dB. Bij afname 2 of 4 dB.
We bekijken even hoe de verwerking van de metingen van de MS en BTS in de BSC in zijn werk gaat. Het opgestelde meetrapport bevat twee types van meetresultaten: received signal level en received signal quality. De received signal (RXLEV) level wordt uitgedrukt in een waarde gaande van 0 tot 63. Deze nummers komen overeen met een bepaald signaal niveau uitgedrukt in dB relatief tot 1 mW.
De received signal quality (RXQUAL) wordt uitgedrukt op een schaal van 0 tot 7. Elk niveau komt overeen met een bepaalde bit error ratio.
| Signaalkwaliteit | Bit error ratio    |
| ---------------- | ------------------ |
| RXQUAL0          | BER < 0,2%         |
| RXQUAL1          | 0,2% < BER < 0,4%  |
| ...              | ...                |
| RXQUAL6          | 6,4% < BER < 12,8% |
| RXQUAL7          | 12,8% < BER        |

Alvorens de meetresultaten kunnen worden gebruikt door de BSC moeten zowel RXLEV als RXQUAL worden afgerond tot een gemiddelde, gebruik makende van een passend algoritme. Vermits beide resultaten toepasselijk zijn zowel in uplink als in downlink modus, heeft de BSC te maken met vier types van te verwerken resultaten. De betreffende resultaten worden vergeleken met een bovenste en onderste drempelwaarde, waaruit dan zal blijken of er een aanpassing moet gebeuren. Als dat zo is wordt een power control-commando gegenereerd. Meestal bevatten deze commando’s een kleine subtiele aanpassing, maar er kan in bepaalde omstandigheden eventueel ook grote plotse aanpassing worden uitgezonden. Dit kan bijvoorbeeld voorvallen wanneer het gezichtsveld tussen MS en BTS plots wegvalt of terugkeert. De mate waarin een aanpassing wordt uitgevoerd gebeurt aan de hand van complexe berekeningen met behulp van de gemeten RXLEV en RXQUAL waarden. Beide berekeningen resulteren in een bepaalde stap waarde. Vervolgens bepaald de BSC de hoogste van beide berekende waarden, en stuurt dan het commando met dat gegeven door naar de MS of BTS. Het principe is hetzelfde voor zowel uplink als downlink, met als enige verschil dat downlink de mogelijkheid bezit om al dan niet power control uit te schakelen.

## Vermogensdetectie
Power control-technieken moeten steeds erg gevoelig zijn voor temperatuur, voedingsspanning en radiofrequente aandrijvingsniveaus. Een feedbackcircuit moet worden gebruikt om de versterker-bias autonoom aan te passen, om zo een constant spanning te detecteren. Hierbij moet rekening worden gehouden met offset, bandbreedte, ruis, ... Het feedback-comparatorcircuit wordt opgebouwd uit een integrator die een bepaalde referentiespanning met de output vergelijkt. Hierbij bestaat de output uit een RF-signaal en is de referentiespanning een gewoon DC-spanning. Het is daarom noodzakelijk dat het feedbackcircuit ervoor zorgt dat de RF-feedback wordt omgezet in DC-spanning om zo een vergelijking mogelijk te maken met de referentiewaarde. Hiervoor worden meestal niet-lineaire diode-detectoren gebruikt. Binnen de comparator wordt ook een gain-stagecomponent (G) geplaatst waardoor een automatic gain control-loop (AGC) wordt gecreëerd. Verder vinden we een temperatuurcompensatie (T) aan de diode-detector terug om te compenseren voor het voorwaartse spanning van de diode ten gevolge van temperatuurvariaties.